# 湯地定時
湯地 定時（ゆぢ さだとき）は、戦国時代から安土桃山時代にかけての武将。日向伊東氏の家臣。
伊東義祐に忠実な家臣で、天正5年（1577年）に義祐が豊後国に没落した後も、三納城に立て籠もって島津氏に徹底抗戦したという。しかし天正6年（1578年）、援軍として要請していた大友氏が耳川の戦いで島津方に大敗すると三納城は孤立、定時は戦死した。